# Enrique Lizalde
Enrique Lizalde Chávez (Tepic, 9 de janeiro de 1937 – Cidade do México, 3 de junho de 2013) foi um ator mexicano de televisão e cinema. Enrique atuou em grandes sucessos da Televisa.

## Biografia
Enrique era irmão do escritor Eduardo Lizalde. Era dono de uma forte presença e excelente voz, estudou literatura mas deixou-a atraído pela desejo de ser um ator. Ele começou sua carreira no cinema no início dos anos 60.
Destacou-se como galã de televisão em meados dos anos 60, por suas atuações nas telenovelas. Ele também trabalhou no teatro, atuando em muitas peças. Enrique se casou com a atriz e ativista Tita Grieg, e fez parte do "Sindicato de Actores Independientes" (S.A.I.) no México.
Como ator de televisão, Enrique ficou mundialmente conhecido por suas atuações nas telenovelas da Televisa. No Brasil, ficou conhecido no começo da década de 80 com a telenovela  Chispita protagonizada pela atriz e cantora Lucero em 1983, no papel de Alejandro de la Mora.
A partir daí, esteve em outras grandes produções em papéis de destaque como Coração Selvagem de 1993 no papel de Noel Mancera, o advogado que protegia e ajudava o personagem Juan del Diablo do ator Eduardo Palomo – este papel, havendo sido de Enrique na versão de 1966 da telenovela. Nessa trama, ele também atuou com outros grandes atores como Edith González, Ana Colchero, Claudia Islas, César Évora e Ariel López Padilla, entre outros.
Em 1995, ele atuou na telenovela de grande sucesso María la del Barrio no papel do também advogado Abelardo Armenteros, o pai do personagem Aldo Armenteros do ator Maurício Aspe, um grande amigo da vilã Soraya Montenegro interpretada magistralmente por Itatí Cantoral. Atuou também com Thalía e Fernando Colunga, os protagonista da história.
Outros dois grandes sucessos de Enrique foram Esmeralda de 1997 no papel do rico e intolerante Rodolfo Peñareal – este, obcecado por ter um herdeiro varão mas que acabou tendo como filha Esmeralda (personagem da atriz Letícia Calderón), trocada logo ao nascer por José Armando (personagem do ator Fernando Colunga) – bem como A Usurpadora de 1998 no papel do milionário Alexandre Farina, um amante dos de Paola Bracho (uma das personagens da atriz venezuelana Gabriela Spanic) – atriz com a qual Enrique voltou a trabalhar na telenovela A Intrusa de 2001, em cuja trama foi o seu marido.
Ainda em 1998, Enrique atuou na telenovela protagonizada por Eduardo Capetillo e Bibi Gaytán Camila no papel do pai-marido zeloso Armando Iturralde que fazia todos os caprichos da filha Monica (personagem da atriz Adamari López) e da esposa doente Gabriela Goldsmith.
Esses foram apenas alguns trabalhos feitos ao longo da carreira de grande êxito desse ator mexicano, que veio a falecer em 3 de junho de 2013 aos 76 anos vitimado por um câncer no fígado.

## Filmografia

### Televisão
- Porque el amor manda (2012-2013) - Sebastian Montemayor (Póstumas Participação)
- Amanhã É Para Sempre (2009) .... Juiz
- Feridas de Amor (2006) .... Gonzalo San Llorente
- No Limite da Paixão (2002) .... Rogério Valencia
- A Intrusa (2001) .... Rodrigo Junquera
- Camila (1998) .... Armando Iturralde
- A Usurpadora (1998) .... Alessandro Farina
- Esmeralda (1997) .... Rodolfo Peñarreal
- Maria do Bairro (1995) .... Abelardo Armenteros
- Se Deus Me Tira A Vida (1995) .... Enrico di Marchi
- Coração Selvagem (1993) .... Noel Mancera
- Triángulo (1992) .... Salvador
- Alcançar Uma Estrela (1990) .... Mariano Casablanca
- Balada por um Amor (1990) .... Marcelo
- Um Doce Desafio (1988) .... Santiago Sandoval
- Os Anos Felizes (1984) .... Adrián
- Chispita (1983) .... Alejandro de la Mora
- El árabe (1980)
- Caminemos (1980) .... Ricardo
- Mamá Campanita (1978) .... Gerardo
- A Vingança (1977) .... Javier Narvaez
- Barata de Primavera (1975) .... Eduardo
- Cartas sin destino (1973) .... Javier
- La tierra (1973) .... Alvaro
- La maestra (1971)
- Cristo negro (1971)
- Los Caudillos (1968) .... Jiménez Lisandro
- Estafa de amor (1967)
- La tormenta (1967) .... Gabriel
- Corazón salvaje (1966) .... Juan del Diablo
- El derecho de nacer (1966) .... Alberto Limonta
- Más fuerte que tu amor (1966)
- El abismo (1965)
- Carlota y Maximiliano (1965)
- La mentira (1965)
- Gabriela (1964)
- Eugenia (1963)

### Cinema
- Más allá de la muerte (1986) ....  Javier
- Oficio de tinieblas (1980) .... oficial do governo
- María de mi corazón (1979)
- El Hombre y la bestia (1972)
- Satanás de todos los horrores (1972)
- El monasterio de los buitres (1972)
- Las Vírgenes Locas (1970)
- Almohada para tres (1969)
- La buscona (1969)
- La mentira (1969)
- La noche violenta (1969)
- Angela Morante, crimen o suicidio (1968)
- La maestra inolvidable (1968) .... Luis Piñeiro
- El oficio mas antiguo del mundo (1968
- Sexo y crimen (1968)
- Corona de lágrimas (1968)
- Rosario (1970) .... Gabriel
- Las Visitaciones del diablo (1967) .... Lisardo
- Los Años verdes (1966)
- El Escapulario (1966) .... Pedro
- Estrategia matrimonial (1966)
- Nosotros los jóvenes (1965)
- Viento negro (1964) .... Jorge Iglesias
- He matado a un hombre (1963)
- Amor de adolescente (1963)